# Daumazan-sur-Arize
Daumazan-sur-Arize é uma comuna francesa na região administrativa de Occitânia, no departamento de Ariège. Em 2010 a comuna tinha 728 habitantes (densidade: 52,8 hab./km²).